# هوینه بورگ
هوینه بورگ (آلمانی: Heuneburg)یک حوضه تاریخی ماقبل تاریخ است که توسط رودخانه دانوب در هوند زینگن در نزدیکی هربرتینگن بین اولم و زیگمارینگن بادن-وورتمبرگ
در جنوب آلمان قرار دارد و در نزدیکی مرزهای سوئیس و اتریش واقع شده‌است. این یکی از مهمترین مراکز اولیه سلتیک در اروپای مرکزی محسوب می‌شود.